# Лусена (город)
Лусе́на (исп. Lucena) — город и муниципалитет в Испании, входит в провинцию Кордова, в составе автономного сообщества Андалусия. Муниципалитет находится в составе района (комарки) Суббетика. Занимает площадь 351 км². Население — 42308 человек (на 2010 год). Расстояние — 72 км до административного центра провинции.
С IX по XII века большинство населения Лусены составляли иудеи. Здесь подвизались знаменитые на всю Европу раввины — такие, как Ицхак Альфаси. Позднее большинство евреев было вынуждено принять христианство. Битва при Лусене — одно из последних сражений Реконкисты. В XVIII и XIX веках город специализировался на производстве огромных глиняных сосудов, которые использовались в производстве местных сладких вин, известных как «монтилья».

## Население
| Год  | Численность | Численность   |
| ---- | ----------- | ------------- |
| 2001 | 37 016      | [ 2 ]         |
| 2002 | 37 669      | [ 3 ]         |
| 2003 | 38 598      | [ 4 ]         |
| 2004 | 39 259      | [ 5 ]         |
| 2005 | 39 783      | [ 6 ]         |
| 2006 | 40 143      | [ 7 ]         |
| 2007 | 40 746      | [ 8 ]         |
| 2008 | 41 698      | [ 9 ]         |
| 2009 | 42 248      | [ 10 ]        |
| 2010 | 42 308      | [ 11 ]        |
| 2011 | 42 560      | [ 12 ]        |
| 2012 | 42 592      | [ 13 ]        |
| 2014 | 42 748      | [ 14 ]        |
| 2015 | 42 697      | [ 15 ]        |
| 2016 | 42 615      | [ 16 ]        |
| 2017 | 42 511      | [ 17 ]        |
| 2018 | 42 530      | [ 18 ] [ 19 ] |
| 2019 | 42 605      | [ 20 ]        |
| 2020 | 42 733      | [ 21 ]        |
| 2021 | 42 712      | [ 22 ] [ 23 ] |
| 2022 | 42 645      | [ 24 ]        |
| 2023 | 42 813      | [ 25 ]        |
| 2024 | 43 086      | [ 1 ]         |

## Палеогенетика
У образца COV20126 из пещеры Ангела (es:Cueva del Ángel) возрастом 3637 ± 60 лет до настоящего времени определена митохондриальная гаплогруппа L2a1 западноафриканского или западно-центральноафриканского происхождения, ранее не обнаруживавшаяся в доисторических останках за пределами Африки, и Y-хромосомная гаплогруппа G2a2b (по другим данным определена гаплогруппа I2a2-L181). Анализ ядерного генома показывает небольшие, но существенные уровни близости к субсахарской Африке, что является свидетельством раннего процесса миграции из Африки на Пиренейский полуостров по западному маршруту, возможно, через Гибралтарский пролив.

## Известные уроженцы
- Пако де Лусена (1859—1898) — испанский музыкант, гитарист, исполнитель фламенко.
- Рамирес Лусена, Луис (ок. 1465 — ок. 1530) — испанский шахматист, автор книги «Повторение любви и искусство игры в шахматы», первого известного печатного руководства по шахматам.
- Бараона де Сото, Луис (1548—1595) — испанский поэт эпохи Возрождения.